# جرج دیویس (بازیکن فوتبال، زاده ۱۹۲۷)
جرج دیویس (به انگلیسی: George Davies؛ زادهٔ ۱ مارس ۱۹۲۷ – درگذشتهٔ ۹ فوریهٔ ۲۰۲۵) بازیکن فوتبال اهل بریتانیا بود.
از جمله باشگاه‌هایی که وی در آن‌ها بازی کرده‌است، می‌توان به باشگاه فوتبال شفیلد ونزدی اشاره کرد.